# Parné-sur-Roc
Parné-sur-Roc és un municipi francès situat al departament de Mayenne i a la regió de País del Loira. L'any 2007 tenia 1.198 habitants.

## Demografia

### Població
El 2007 la població de fet de Parné-sur-Roc era de 1.198 persones. Hi havia 427 famílies de les quals 83 eren unipersonals (46 homes vivint sols i 37 dones vivint soles), 137 parelles sense fills, 203 parelles amb fills i 4 famílies monoparentals amb fills.
La població ha evolucionat segons el següent gràfic:
Habitants censats

### Habitatges
El 2007 hi havia 460 habitatges, 431 eren l'habitatge principal de la família, 19 eren segones residències i 11 estaven desocupats. 430 eren cases i 29 eren apartaments. Dels 431 habitatges principals, 324 estaven ocupats pels seus propietaris, 104 estaven llogats i ocupats pels llogaters i 3 estaven cedits a títol gratuït; 3 tenien una cambra, 20 en tenien dues, 54 en tenien tres, 95 en tenien quatre i 259 en tenien cinc o més. 344 habitatges disposaven pel capbaix d'una plaça de pàrquing. A 187 habitatges hi havia un automòbil i a 219 n'hi havia dos o més.

### Piràmide de població
La piràmide de població per edats i sexe el 2009 era:
| Homes | Edats   | Dones |
| ----- | ------- | ----- |
| 0     | 95 o +  | 0     |
| 4     | 90 a 94 | 0     |
| 8     | 85 a 89 | 8     |
| 4     | 80 a 84 | 0     |
| 4     | 75 a 79 | 8     |
| 24    | 70 a 74 | 20    |
| 16    | 65 a 69 | 20    |
| 24    | 60 a 64 | 20    |
| 20    | 55 a 59 | 16    |
| 28    | 50 a 54 | 40    |
| 56    | 45 a 49 | 52    |
| 40    | 40 a 44 | 32    |
| 32    | 35 a 39 | 32    |
| 32    | 30 a 34 | 32    |
| 16    | 25 a 29 | 8     |
| 28    | 20 a 24 | 8     |
| 48    | 15 a 19 | 44    |
| 68    | 10 a 14 | 20    |
| 68    | 5 a 9   | 24    |
| 12    | 0 a 4   | 24    |

## Economia
El 2007 la població en edat de treballar era de 751 persones, 609 eren actives i 142 eren inactives. De les 609 persones actives 585 estaven ocupades (311 homes i 274 dones) i 23 estaven aturades (12 homes i 11 dones). De les 142 persones inactives 63 estaven jubilades, 50 estaven estudiant i 29 estaven classificades com a «altres inactius».

### Ingressos
El 2009 a Parné-sur-Roc hi havia 445 unitats fiscals que integraven 1.254 persones, la mediana anual d'ingressos fiscals per persona era de 18.304 €.

### Activitats econòmiques
Dels 25 establiments que hi havia el 2007, 1 era d'una empresa alimentària, 1 d'una empresa de fabricació de material elèctric, 3 d'empreses de fabricació d'altres productes industrials, 5 d'empreses de construcció, 1 d'una empresa de comerç i reparació d'automòbils, 2 d'empreses de transport, 2 d'empreses d'hostatgeria i restauració, 2 d'empreses financeres, 1 d'una empresa immobiliària, 5 d'empreses de serveis, 1 d'una entitat de l'administració pública i 1 d'una empresa classificada com a «altres activitats de serveis».
Dels 7 establiments de servei als particulars que hi havia el 2009, 1 era un taller de reparació d'automòbils i de material agrícola, 4 fusteries, 1 electricista i 1 perruqueria.
L'únic establiment comercial que hi havia el 2009 era una carnisseria.
L'any 2000 a Parné-sur-Roc hi havia 54 explotacions agrícoles que ocupaven un total de 2.201 hectàrees.

## Equipaments sanitaris i escolars
El 2009 hi havia una escola elemental.

## Poblacions més properes
El següent diagrama mostra les poblacions més properes.